# 布萊恩特 (印地安納州)
布萊恩特（英語：Bryant）是一個位於美國印地安納州傑伊縣的城鎮。

## 人口
根據2010年美國人口普查的數據，布萊恩特的面積為0.83平方千米，當中陸地面積為0.83平方千米，而水域面積為0.00平方千米。當地共有人口252人，而人口密度為每平方千米304人。